# Démons de midi
Pour plus de détails, voir Fiche technique et Distribution.
Démons de midi est un film français réalisé par Christian Paureilhe et sorti en 1979.

## Synopsis
François, un quadragénaire divorcé et chômeur, désabusé par Paris et la société de consommation, plaque tout pour partir à l'aventure dans le sud de la France, où il rencontre Hélène, une jeune comédienne de théâtre, qui finit par l’accompagner dans un road-trip pendant lequel Francois va jusqu’à commettre un braquage, juste pour le goût du frisson. La jeune femme rentre dans le jeu de François, pour un voyage qui ressemble de plus en plus à celui de Bonnie & Clide...

## Fiche technique
- Titre : Démons de midi
- Réalisation : Christian Paureilhe
- Scénario : Sylvie Coste
- Photographie : Georges Barsky
- Musique : Michel Bernholc
- Montage : Delphine Desfons
- Son : Dominique Hennequin
- Durée : 103 minutes
- Date de sortie : 
  - France : 28 novembre 1979

## Distribution
- Pierre Mondy : François
- Sylvie Coste : Hélène
- Micheline Presle : Rose
- Francis Lemaire : Duchesne
- Hubert Deschamps : Le réceptionniste à Lyon
- Anne-Marie Coffinet : La femme ivre au bar
- Poussine Mercanton : La femme à Lyon
- Robert Hossein : Le metteur en scène de théâtre
- Verónica Miriel : L'auto-stoppeuse espagnole
- Candice Patou : La secrétaire
- Fernand Legros : Le gars au bar
- Francine Blistin : Elisabeth Duchesne
- Richard Anconina : L'assistant metteur en scène
- Bruno Balp : Le caissier espagnol
- Gilette Barbier : La bonne de Rose
- Daniel Langlet : L'employé ANPE
- Roland Blanche : Un routier
- Riton Liebman : Un des gosses dans le train
- Franck-Olivier Bonnet : Un routier
- Jacques Robiolles : Le dandy
- Noël Simsolo : Le troll pathétique
- David Bursztein
- Fabrice Eberhard
- Pierre Belot
- Danièle Bagon
- Valérie Bonfils
- Anne Carpriau
- Chaz Chase
- Suzanne Colin
- Jacqueline Dane